# Listă de producători de materiale de construcții din România
Aceasta este o listă de producători de materiale de construcții din România.
- AdePlast SA
- Amvic
- Andami
- Arcon
- Atlas Corporation
- Baumix
- BILKA Steel
- Bramac
- Carpatcement Holding
- Cars Târnăveni
- Celco
- Cemacon
- Damila
- Daw Benta
- DCP Romania
- Depaco
- Diana Forest
- Duraziv
- Elis Pavaje
- Elpreco
- Euro MGA
- Europlast
- Fabrica de cărămizi din Ciurea
- Forever Pipe
- Gecsat
- General Beton
- Grandemar
- Grand Secret
- Grivița SA
- Han Group
- Hitrom
- ICSH
- Knauf
- Lipoplast
- Macofil
- Macon Deva
- Marmosim
- Megaprofil
- Menatwork
- Moldoplast
- Pinum Doors & Windows
- Plastsistem
- Poliflex
- Pomponio
- Prebet
- Prefab
- Prefabricate Vest
- Prescon
- Procema
- Prodplast
- Resial
- Rigips Romania
- Sidera Stone
- Sika Romania
- Simcor
- SMC Prefabricate Pentru Construcții
- Soceram
- Somaco Grup Prefabricate
- Spumotim
- Symmetrica
- Talc Dolomița
- Temelia Brașov
- Titan Mar
- Tremag
- Triplast
- Valmet Hunedoara
- VikingProfil
- Wise (companie)

## Companii producătoare de ceramică
- Apulum (companie)
- ARPO
- Artfil
- Casirom
- Ceramica Iași
- Ceramica România
- Cercon Arieșul
- Cesiro
- Electroceramica
- Emailul Mediaș
- Faimar
- Ipec
- Porcelain Manufactures Moga
- Romanceram
- Sanex
- Siceram
- Vulturul Comarnic

## Companii defuncte
- Fabrica de Cărămidă de la Țăndărei [1][2][3]